# De Meeuw (windmolen)
De Meeuw is een korenmolen en voorheen ook pelmolen aan het Reitdiep in Garnwerd in de provincie Groningen.
De molen werd nadat zijn voorganger was afgebrand, herbouwd in 1851. De molen heeft in 1977 een zeer grote restauratie gehad waarbij de molen weer voorzien werd van maalstenen om graan te kunnen malen. Het pelwerk keerde niet terug. De molen is thans eigendom van de Molenstichting Winsum en wordt door een vrijwillige molenaar elke zondag in bedrijf gesteld. Mede vanwege de prachtige ligging aan het Reitdiep en het weidse uitzicht over het grensgebied van Westerkwartier en Hogeland is De Meeuw een grote toeristische trekpleister.